# Бенвилл (тауншип, Миннесота)
Бенвилл (англ. Benville) — тауншип в округе Белтрами, Миннесота, США. На 2000 год его население составило 65 человек.

## География
По данным Бюро переписи населения США площадь тауншипа составляет 89,4 км², из которых 89,4 км² занимает суша, водоёмов нет.

## Демография
По данным переписи населения 2000 года здесь находились 65 человек, 28 домохозяйств и 22 семьи. Плотность населения —  0,7 чел./км². На территории тауншипа расположено 49 построек со средней плотностью 0,5 построек на один квадратный километр. Расовый состав населения: 100,00 % белых.
Из 28 домохозяйств в 39,3 % воспитывались дети до 18 лет, в 60,7 % проживали супружеские пары, в 3,6 % проживали незамужние женщины и в 21,4 % домохозяйств проживали несемейные люди. 21,4 % домохозяйств состояли из одного человека, при том 7,1 % из — одиноких пожилых людей старше 65 лет. Средний размер домохозяйства — 2,32, а семьи — 2,64 человека.
26,2 % населения — младше 18 лет, 4,6 % — в возрасте от 18 до 24 лет, 29,2 % — от 25 до 44, 15,4 % — от 45 до 64, и 24,6 % — старше 65 лет. Средний возраст — 39 лет. На каждые 100 женщин приходилось 132,1 мужчин. На каждые 100 женщин старше 18 приходилось 118,2 мужчин.
Средний годовой доход домохозяйства составлял 28 750 долларов, а средний годовой доход семьи —  36 563 доллара. Средний доход мужчин —  35 750  долларов, в то время как у женщин — 22 917. Доход на душу населения составил 15 667 долларов. За чертой бедности не находилась ни одна семья и 5,1 % всего населения тауншипа.